# Augaire mac Ailella

Das Königreich Leinster um 900

Augaire mac Ailella (auch Ugaire oder Aililla geschrieben) († 917) war der 35. König von Leinster, Irland der von 909 bis 917 regierte und nach einer Invasion von Wikingern unter ihrem König Sitric Caéch 917 in der Schlacht von Confey fiel.

## Herkunft
Augaire mac Ailella entstammt der Dynastie der Könige von Leinster, das auch Laigin genannt wird (irisch Cúige Laighean, /ˌkuːg´ə ˈlaiən/, "Fünftel (des Stammes) der Laigin") die aus dem Haus Ui Dúnlainge (was in altirischer Sprache „Enkel von Dúnlaing“ bedeutet) stammt, das sich von dem eponymen Stammvater Dúnlaing mac Énna ableitet, der zu Beginn des 6. Jahrhunderts lebte. Daneben gab es in Leinster noch ein zweites Haus mit derselben Herkunft, dass sich nach dessen Stammvater Énna Cennsalach – einem Cousin von Dúnlanig – Ui Chennsalaig nannte. Beide Häuser waren gemeinsam für das Königreich Leinster verantwortlich. 
Das Haus Ui Dúnlainge teilte sich darüber hinaus unter den Söhnen von König Murchad mac Bran († 727) in drei Linien. Dúnnchad († 728) stiftete den Zweig der Ui Dúnchada mit Sitz am Lions Hill/Limhain nahe Dublin, aus denen später die Fitz Dermots hervorgingen. Fáelán († 738) wurde zum Stammvater der Ui Faelan, die in Naas/Nás na Riog saßen, während sich von Muiredach († 760) die Ui Muiredaig ableiten, die ihren Schwerpunkt in Mullaghmast/Máistín hatten und sich später O’Toole nannten.
Bemerkenswert war, dass die Krone von Leinster zwischen diesen Linien rotierte, sodass nur in Ausnahmefällen der Sohn auf den Vater folgte.
Augaire entstammt der jüngsten der drei Linien, die sich von Muiredach mac Murchad ableitet, der von 738 bis 760 als 18. König von Leinster regierte. Augaire war ein Sohn von Ailill mac Dúnlaing, dem 31. König von Leinster der von 947 bis 969 die Krone trug.

## Leben

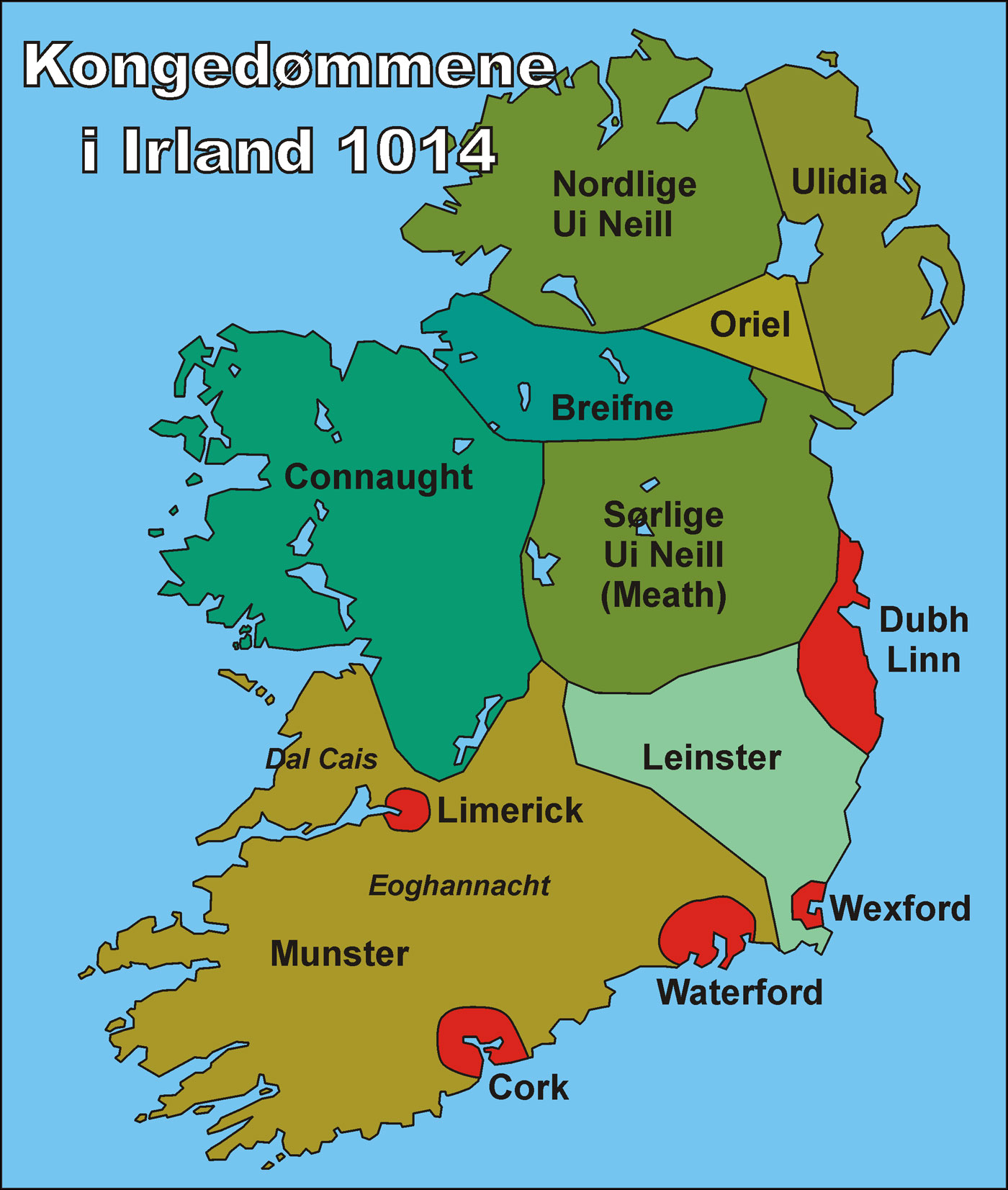
Irland um 1014, Leinster in Grau, die Wikingersiedlungen in Rot

### Frühe Jahre
Obwohl er Sohn und Erbe des Königs war, musste Augaire sich einige Zeit gedulden, bevor er selbst die Krone von Leinster tragen konnte. Nachdem sein Vater, König Ailill mac Dúnlaing, 869 gestorben war, folgte – der Regel entsprechend – erst Domnall mac Muirecán († 884) von den Ui Fáelán als 32. König von Leinster, dann Muiredach mac Bran († 885) von den Ui Dúnchada als 33. König, und dann Cerball mac Muirecán von den Ui Fáelán als 34. König. Erst nach dessen Ableben im Jahre 909 konnte Augaire als 35. König den Thron von Leinster besteigen.
Zu seiner Zeit war das Leben in Irland ziemlich bewegt, da nicht nur zwischen den zahlreichen irischen Teilkönigen regelmäßig Streit und Krieg um Vorrang und Herrschaft vielfach Krieg ausbrach, sondern auch die seit etwa 840 in Irland angesiedelten Wikinger von ihren Zentren – dem Königreich Dublin, Wexford, Waterford, Limerick und Corc – aus Überfälle auf die lokale Bevölkerung unternahmen.
So kam es 868, 870 und 874 zu Überfällen auf das Königreich Leinster. Nach den Annalen der vier Meister M869.8 (Jahr 869) wurde der Vater von Augaire, König Ailill von „Nordmännern“ – wohl aus Dublin – 869 besiegt und erschlagen. Bald darauf verband sich König Cerbail mac Dúnlainge († 888), der von den Ui Ceinselaig aus seinem Königreich Ossory vertrieben worden war, mit dem Hochkönig von Irland Áed Findliath († 879) und besiegte 870 König von Leinster, Muiredach mac Bran, in der Schlacht bei Dunbayke. Er verband sich sogar mit König Olav von Dublin, der mit seinen gefürchteten Wikingern nicht nur Naas (County Kildare), das politische Zentrum der Ui Fáelán, sondern selbst Kirchen und Köster, wie – u. a. die Abteien Finglas, Clondalkin und Glendalough niederbrennen ließ.

### König von Leinster
Nachdem Augaire im Jahre 909 zum 35. König von Leinster geworden war, änderte sich die Situation nur insoferne, dass die internen Kriege zwischen den irischen Kleinkönigreichen vermehrt mit wechselnder Unterstützung durch Truppen von Wikingern geführt wurden.
Höhepunkt – und zugleich Ende – seiner Laufbahn war die Schlacht von Confey, das auch Cenn Fuait genannt wird, im Jahre 917.
Wenige Jahre zuvor war es seinem Vorgänger Cerball mac Muirecáin gemeinsam mit dem König von Brega, Máel Finnia mac Flannacán, völlig überraschend gelungen, die fast unbesiegbaren Wikinger, die seit der Mitte des neunten Jahrhunderts unter der Führung des Wikingerfürsten Ivar (Imar) († um 873) um Dublin ein nordisches Königreich geschaffen hatten, im Jahre 902 aus Dublin zu vertreiben. In den folgenden Jahren kam es daher zu einem Rückgang der Wikingerüberfälle und zu einer gewissen Beruhigung der Lage.
Diese Periode endete abrupt im Jahre 917, als Sitric Caéch († um 927), „König der hellen (norwegischen) und der dunklen (dänischen) Fremden“ der damals mächtigste Vertreter der auf Altirisch „Ui Imair“ (Enkel oder Nachkommen von Imar bzw. Ivar) genannten Dynastie von Wikingerkönigen, die traditionell ihren Schwerpunkt in Irland in Dublin und in England im Königreich Jórvík (im Umkreis der heutigen Stadt York) hatten, mit einer gewaltigen Flotte nach Irland kam, um das verlorene Königreich Dublin wieder in seine Gewalt zu bekommen. Er landete an der Küste von Leinster, während gleichzeitig Ragnall, ein anderer Enkel Ivars, mit seiner Flotte die in Waterford niedergelassenen Wikinger angriff, die mit den Iren verbündet waren.

### Schlacht von Confey
Angesichts der Gefahr sammelte Niall Glúndub mac Aed Findliath der von 916 bis 919 Hochkönig von Irland war, eine Armee aus den beiden – dem nördlichen und dem südlichen – Königreichen der Ui Neill, marschierte damit nach Munster und griff von dort aus die Nordmänner im August 917 erfolgreich an. Da diese jedoch durch frische Truppen verstärkt wurden, zogen sich die Iren in ihr Lager zurück. Niall gelang es. einen Angriff der Wikinger unter Ragnall, der sich inzwischen wieder dem Hauptheer der Wikinger abgeschlossen hatte, zurückzuschlagen und seine Stellung zwanzig Tage lang zu halten.
Zugleich ersuchte er den König von Leinster Augaire darum, das Lager der Wikinger einzuschließen. In der Folge kam es zur Schlacht von Confey, auch Schlacht von Cenn Fuait genannt, die in den Annalen von Ulster beschrieben wird. Während über die Lokalisierung der Schlacht keine einheitliche Meinung besteht – nach den Annalen der vier Meister zum Jahr 917 (915.6) fand die Schlacht „im Tal oberhalb von Tech Moling“ (in der Grafschaft Carlow, an der Westgrenze von Leinster) statt, während moderne Historiker Cenn Fuait eher mit dem heutigen Leixlip (Lachssprung) im Nordosten der Grafschaft Kildaire identifizieren – gibt es hingegen keinen Zweifel am Ausgang der Schlacht. Es war eine vernichtende Niederlage für die Iren, die nicht nur der Mehrheit ihrer Kämpfer, sondern auch viele Anführer das Leben kostete. Unter den Gefallenen war u. a. Mael Mórda mac Muirecán, der König von Ost-Life, Mael Maedóc mac Diarmait, der Erzbischof von Leinster, Ugrán mac Cennétig, der König von Laois und nicht zuletzt auch Augaire mac Ailella, der König von Leinster.
In der Folge kam es nicht nur zu ausgedehnten Plünderungen in Kildaire, sondern auch zur Rückeroberung von Dublin durch König Sitric Caéch, mit der Folge, dass Dublin bis zur Eroberung durch die Anglo-Normannen im 12. Jahrhundert ein nordischer Stützpunkt blieb. Sitric gelang es darüber hinaus auch, das von Wikingern kontrollierte Northumbrien unter seine Kontrolle zu bringen.

## Nachfolge
Nach dem Tod von Augaire im Jahre 917 Ging die Krone von Leinster für 30 Jahre an die anderen Zweige des Hauses der Ui Dúnlaing. Es folgte von 917 bis 942 Faélan mac Muiredach von den Ui Dúnchada als 36. König, dann ausnahmsweise dessen Sohn, Lorcán mac Fáelán von 942 bis 943, dann Bróen mac Maelmórda von den Ui Fáelan von 943 bis 947 und erst dann kann der Sohn von Augaire, Tuathal mac Augaire, von 947 bis 958 als 39. König auf den Thron von Leinster.